# Kailash
Kailash ili gangs rin po che, tibetanski: གངས་རིན་པོ་ཆེ Kangrinboqê, kineski 冈仁波齐峰 (Gāngrénbōqí Fēng), hindi कैलाश पर्वत, Kailāśā Parvata) je za budiste i hinduiste najsvetija planina. Najviša točka Kailasa iznosi 6714 metara.
Nalazi se u zapadnom Tibetu. Izgleda gotovo kao piramida. U gornjem dijelu je prekrivena ledenjacima i vječnim snijegom. Na udaljenosti od 50 km od Kailasa nalaze se sveta jezera Manasarovar i Rakas.
Iz poštovanja prema vjernicima i njegovog vjersko značenje do sada se još nitko nije popeo na planinu.

## Turizam
Osim tradicionalnih hodočašća (osobito Tibetanaca) do svetog brda Kailash sve više i više putuju planinari. 

## Vanjske poveznice
- | Logotip Zajedničkog poslužitelja | Zajednički poslužitelj ima još gradiva o temi Kailash |
- Kailash - Najsvetija planina na svijetu  Arhivirana inačica izvorne stranice od 18. kolovoza 2011. (Wayback Machine)